# Ghilzai

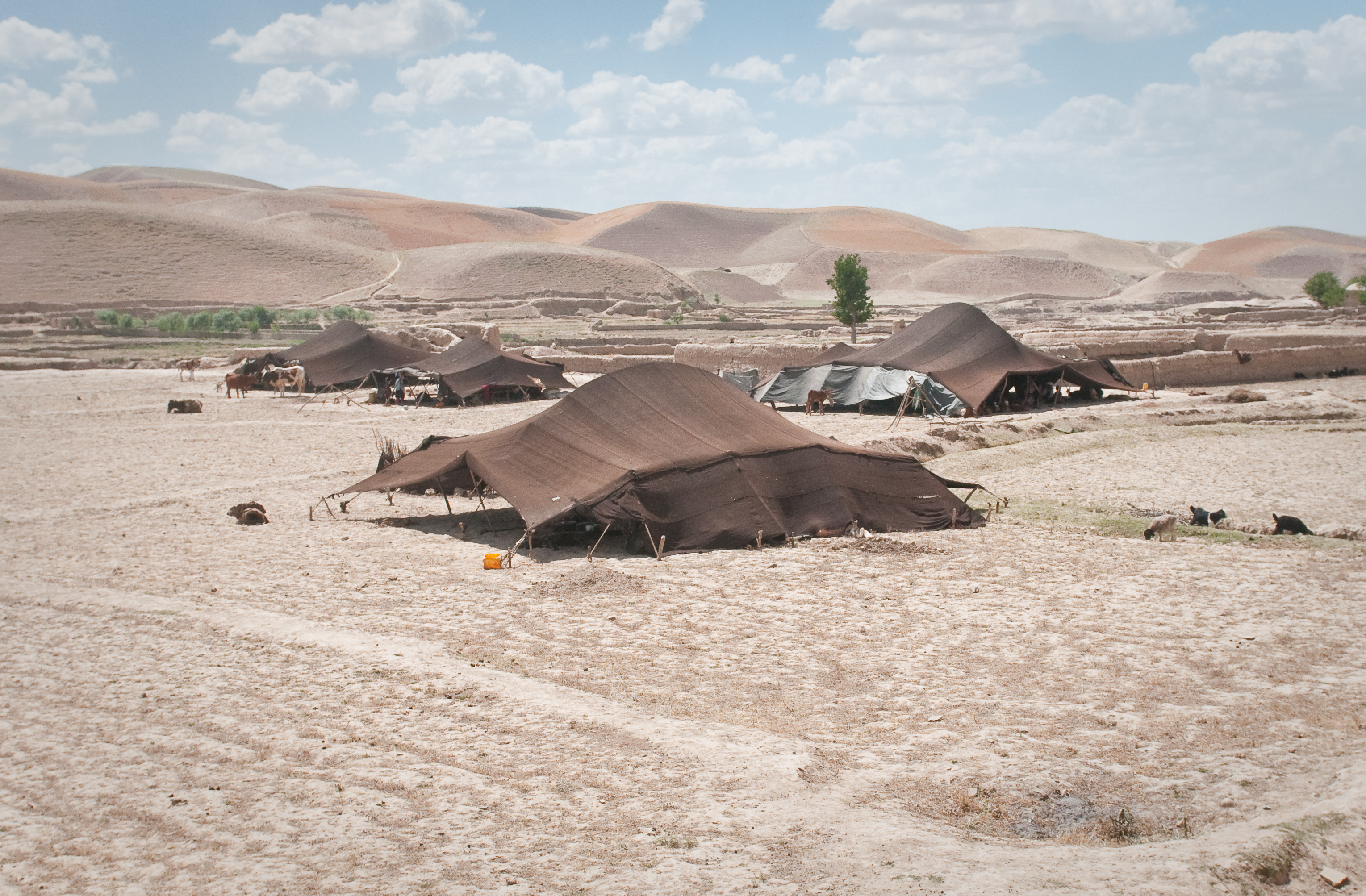
Nómadas kuchi en la provincia de Bādgīs.

Los ghilji (Pastún غلجي ghəljī), persa: غلزایی), también llamados jaljī (خلجي), jiljī, ghilzai, o gharzai (غرزی; ghar significa "montaña" y zai "nacido de", "hijos de la montaña"), son la mayor confederación tribal pastún.
Los ghilji fueron gobernantes de la región de Afganistán y fueron la confederación pastún dominante desde el año 1000 hasta 1747, cuando el poder pasó a manos de los durranis. Las tribus Ghilzai están hoy día dispersas por Afganistán y algunas partes de Pakistán, aunque la mayor concentración se da en la región que va de la provincia de Zabul a la de Kabul, centrada en las provincias de Gazni y Paktika.
Las tribus ghilzai se hallan asentadas asimismo en Balochistán y en Khyber Pakhtunkhwa en Pakistán. Muchos de los nómada kuchi de Afganistán pertenecen a la confederación ghilji. Ashraf Ghani Ahmadzai, presidente de Afganistán, pertenece a esta tribu.
De 1709 a 1738, los ghilji gobernaron el Imperio Hotaki, centrado en Kandahar y más tarde, entre 1722 y 1728 en Isfahán, Persia. Otro famoso ghizai del siglo XVIII fue Azad Khan Afghan, que tomó el poder entre 1752 y 1757 en Irán occidental.

## Origen e historia

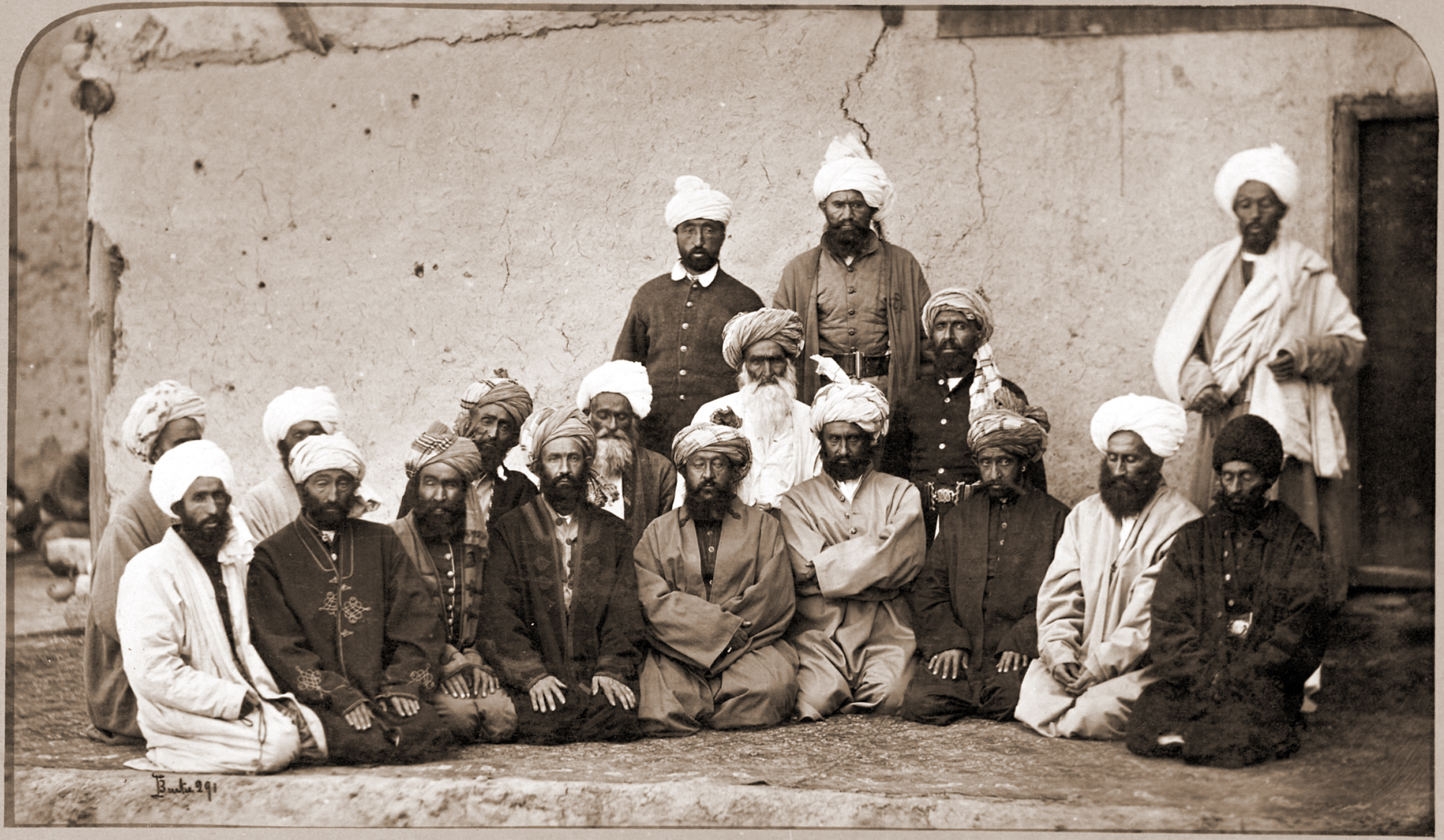
Fotografía de los líderes ghilzai tomada en Kabul por John Burke en 1879-1880.

La teoría más pausible sobre sus orígenes es la que los hace descendientes del pueblo jalaj, que se asentarían tempranamente en la sierra de Siah-band en las montañas de Ghor, desde donde aparecerían en la historia acompañando las campañas a la India de Mahmud de Gazni.
El orientalista alemán Bernard Dorn, basándose en el Tārīkh-e Khān Jahānī wa Makhzan-e Afghānī (تاریخ خان جهانی ومخزن افغانی) de Nimat Allah al-Harawi apoya la idea de que los ghilzai desdcienden de Bibi Mato, hija de Shaykh Beṭ Nīkə (el líder folclórico o ancestral de los Bettani.
Según Minhaj al-Siraj Juzjani, historiador del siglo XIII, existieron más de quince personalidades ghilzai que gobernaron desde 1203 en adelante sobre India, extendiendo allí las culturas del Gran Jorasán e islámica sobre el norte de la India y las tierras altas del norte de Bengala.
En el siglo XVIII, los ghilzai se rebelaron contra sus gobernantes persas, estableciéndose como gobernantes independientes bajo Mir Wais en Kandahar y conquistando Persia. Cuando la tribu hotaki, bajo el liderazgo de Mirwais y Nasher Kan de los gaznávidas se rebelaron contra los safávidas en 1709, los ghizai se hallaron en conflicto con sus vecinos occidentales. Mir Wais, influyente líder tribal afgano y fundador de la dinastía Hotaki, había visitado la corte persa y estudiado sus debilidades militares. Las tribus afganas se irritaron con los gobernantes safávidas chiítas debido a sus continuos intentos de convertir a los pastunes del sunismo al chiismo. Explotando el nacionalismo afgano, Mir Wais consiguió expulsar a los safávidas de Kandahar. Su hijo mayor, Mahmud, efectuó una exitosa invasión de Persia que culminó en la conquista de Isfahán y la deposición del shah safávida Sultan Husayn. Mahmud sería coronado shah y gobernaría por un breve periodo antes de ser depuesto por los hombres de su propio clan. Su primo y sucesor Ashraf Hotaki reinó durante cerca de cinco años antes de ser asesinado por las tribus baloch durante su huida hacia Kandahar. Su gobierno terminaría tras el asedio de Kandahar de 1738.

## Ghilzai en Afganistán
en Afganistán, los ghizai se hallan dispersos por todo el país, pero se asientan principalmente en las regiones entre las provincias de Zabul y Kabul. La provincia de Paktika es considerada el corazón de la tribu ghilzai. Las subtribus ghilzai en Paktika comprenden a los jaroti, especialmente en los distritos de Sar Hawza y Urgun, los andar y la más grande subtribu ghilzai, los sulimanjel, que son mayoría en las áreas septentrionales y occidentales de Paktika, como Katawaz. Tras la gran rebelión ghilzai de 1885-1886, liderada por Alam Kan Nasher, muchos miembros de la tribu ghilzai, especialmente los jaroti y el clan Nasher fueron exiliados de Loya Paktia (Paktia, Paktika y Jost) a Kunduz por el amir Abdur Rahman Kan debido a razones políticas.